# Jukeboks
 For alternative betydninger, se Jukebox (flertydig). (Se også artikler, som begynder med Jukebox)
Jukeboks eller Jukebox er en maskine, der gennem møntindkast og knappestyring kan spille melodier fra plader eller CDer. Jukebokse blev masseproducerede fra 1889 og blev oftest placeret på offentlige steder som caféer osv. De var meget populære tidligere og er fortsat i brug på mange serveringssteder i Danmark.
Ordet "jukebox" er sporet til at optræde første gang i dansk i 1955.
Traditionelt er jukeboksene ganske store og tunge maskiner med en afrundet top og belyst. De har knapper med bokstaver og tal, så kunden selv kan indlægge den enkelte sangs kode fra en oversigt på forsiden. Det amerikanske firma Wurlitzer er en af de mest kendte producenter og de producerer nu også en speciel iPod Edition Jukebox, kaldet "One More Time CD- iPod" Jukebox. Ved hjælp af en fonograf og en skivespiller opfandt Louis Glass og William S. Arnold jukeboksen.